# Iphiaulax cyrenius
Iphiaulax cyrenius är en stekelart som beskrevs av Cameron 1904. Iphiaulax cyrenius ingår i släktet Iphiaulax och familjen bracksteklar. Inga underarter finns listade i Catalogue of Life.